# MediaFLO
MediaFLO (Forward Link Only) es una tecnología desarrollada por la empresa Qualcomm para la radiodifusión de televisión móvil a dispositivos portátiles y que se utiliza tan solo en Estados Unidos. Esta tecnología permite la radiodifusión de canales en tiempo real, en tiempo no real, audio o transmisiones de datos IP. 
Los contenidos que provienen de canales reales son transmitidos mediante satélite en MPEG-2 y en el centro de operaciones locales es transformado al formato QVGA H.264 (Quarter Video Graphics Array o 240x320 píxels) ya que es el utilizado en las redes FLO. 
Los contenidos de canales no reales son recibidos normalmente mediante IP y se transforman al formato utilizado en las redes FLO para luego ser transmitidos sobre una Red de Frecuencia Única (SFN). Para la correcta distribución de los contenidos se requiere como mínimo una red 3G como UMTS o HSDPA. La tecnología FLO permite el uso de modulación a capas (capa base y capa mejorada), por lo que los dispositivos que reciban ambas capas ofrecerán video a 30 fps y los que solo reciban la capa base ofrecerán 15 fps.
Actualmente el espectro utilizado por el sistema MediaFLO se extiende desde los 716 a los 722 MHz, lo que se corresponde con el canal 55 de la TV UHF.
El 12 de enero de 2005 la empresa Verizon junto Qualcomm anunciaron un acuerdo para la comercialización de dispositivos que incluían la tecnología MediaFLO que se hizo efectiva a finales de marzo del 2007. Algo similar ocurrió con el grupo de telecomunicaciones AT&T que el 12 de febrero de 2007 anunció un acuerdo con Qualcomm y que se vería realizado en mayo de 2008. 

## Modulación y codificación
La tecnología FLO utiliza Multiplexación por División en Frecuencia Ortogonal (OFDM) como modulación y además de códigos correctores de errores tales como códigos convolucionales (Turbo Códigos) y códigos Reed-Solomon. 
La modulación OFDM consiste en separar el ancho de banda disponible en varios bins referidos a subportadoras y que a su vez son moduladas (mediante una modulación QAM). Mediante esta técnica se consiguen eficiencias espectrales muy elevadas y se consiguen los requisitos de movilidad en una celda SFN.
Concretamente, el sistema FLO utiliza un modo 4K (es decir, 4096 subportadoras) y una modulación de cada suportadora mediante una QPSK o una 16-QAM. Estas 4096 portadoras ocupan un total de 5,55 MHz lo que corresponde con un espaciado de 5,55 MHz/4096 = 1,355 kHz. 
Este espaciado entre portadoras nos asegura que el efecto Doppler no provocará un error de paquete de más de un 1% a velocidades hasta de 120km/h para cualquier constelación. Con el sistema utilizado en MediaFLO aseguramos hasta una velocidad de 200 km/h.
De estas 4096 subportadoras, la portadora 2048 no se transmite ya que corresponde a la continua y 95 de las 4095 restantes son portadoras de guarda que están por los dos extremos de la banda. Por lo tanto, obtenemos un total de 400 portadoras activas que serán moduladas con información útil o para estimación del canal.
En el dominio temporal un símbolo OFDM está compuesto por 4642 muestras llamadas chips de OFDM. El símbolo OFDM está separado en varias partes entre las cuales incluye un intervalo de guarda que es una octava parte de la fracción útil del símbolo. De este modo se consigue que no exista interferencia intersimbólica (ISI) ni interferencia entre portadoras (ICI) debido a la propagación multicamino en distancias hasta 27,7 km. En el sistema FLO el intervalo de guarda puede ser mayor en función de la estimación del canal realizada por una estructura entrelazada, que consiste en dividir las 4000 portadoras útiles en packs de ocho, y de cada pack se utiliza la portadora 6 u 8 para la estimación del canal. Así obtenemos 500 portadoras piloto repartidas por todo el ancho de banda para la estimación del canal y las 3500 restantes para la modulación de información. 
Algunos de los parámetros característicos de la tecnología MediaFLO se presentan a continuación:
| Parámetro                           | Valor                                                  |
| ----------------------------------- | ------------------------------------------------------ |
| Número total de portadoras QAM      | 4096                                                   |
| Número de portadoras de guardia     | 96                                                     |
| Número de portadoras piloto         | 500                                                    |
| Multicast Logical Channels (MLC)    | 1-7                                                    |
| Modulación                          | QPSK (constelación de 4 símbolos), 16QAM (16 símbolos) |
| Espacio entre subportadoras         | 1.355 kHz (5.55 MHz / 4096 subportadoras)              |
| Duración de símbolo modulado (chip) | 0.18 μs (1/5.55 MHz)                                   |
| Duración de símbolo OFDM            | 833.33 μs (4096 chips)                                 |

Es bien conocido que para conseguir los máximos beneficios de la modulación OFDM se debe utilizar códigos FEC (Forward Error Correction) en la transmisión. En particular, la tecnología FLO se basa en un esquema concatenado de codificación que consiste en un turbo código interno y un código Reed Solomon exterior. Cada paquete de turbo código contiene un Control de Redundancia Cíclica (CRC) y que en función de este el código Reed Solomon no necesita ser calculado si los datos se han recibido correctamente.

## Estructura de un paquete FLO
La señales transmitidas por MediaFLO se organizan en super cuadros tal y como se muestra a continuación:

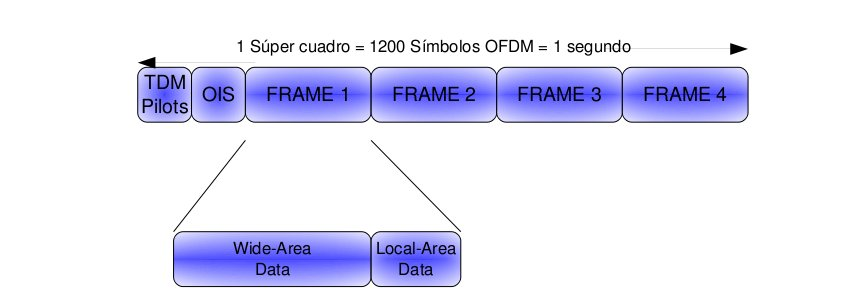
Estructura super cuadro FLO.

Como se puede observar cada supercuadro se compone de cuatro cuadros de datos que contienen datos de área amplia y área local, los símbolos de información de control (OIS) y pilotos TDM.
Ya que la duración del símbolo OFDM es 0.833 ms en cada supercuadro obtendremos un total de 1/0,833ms= 1200 símbolos OFDM para un ancho de banda de 6 MHz, lo que corresponde a una eficiencia de 200 símbolos OFDM por cada MHz.
El primer bloque realmente hay 4 tipos de piloto OFDM: piloto TDM 1, canal de identificación de área amplia (WIC), canal de identificación de área local (LIC) y por último el piloto TDM 2.
El piloto TDM 1 consiste de 36 periodos cada uno de los cuales tiene una longitud de 128 chips. Esto nos da una longitud total de 4608 chips donde 4096 corresponden a la FFT y 512 corresponden al prefijo cíclico. El piloto TDM 1 es el primer símbolo del supercuadro por lo tanto marca el principio de éste. Además de utilizarse para la sincronización de cuadro se puede utilizar para sincronización de tiempo y de frecuencia.
El canal de identificación de área amplia (WIC) y el de área local (LIC) corresponden 1 símbolo y se utilizan para identificar a qué área amplia y qué área local pertenece el dispositivo 
El piloto TDM 2 es el último en la porción de los pilotos TDM y tiene dos periodos cada uno de los cuales tiene una longitud de 2048 chips más el prefijo cíclico. El propósito principal del TDM 2 es proporcionar más exactitud para la sincronización de la trama y poder inmediatamente comenzar a descodificar la información de OIS. También puede ser utilizado para una estimación inicial del canal.	
El canal OIS consiste en 10 símbolos OFDM separados en dos partes: área amplia y área local. El OIS de área amplia contiene información acerca de los canales lógicos que son comunes en el área amplia mientras que el OIS de área local contiene información acerca de los canales lógicos comunes a un área local específica. Además del canal OIS también se obtiene la asignación tiempo-frecuencia de cada canal lógico en el supercuadro actual.
Por último tenemos cuatro paquetes que contienen toda la información útil para los dispositivos FLO, ocupando de este modo la mayor parte del supercuadro. Como ya se ha mencionado el sistema FLO puede soportar la transmisión para área local y área amplia. Ya que un área amplia puede consistir en varias áreas locales y existe la posibilidad de interferencias entre transmisiones recibidas en los límites entre áreas locales, los dos tipos de servicio son multiplexados en tiempo. Así, cada paquete de datos está subdividido en dos partes correspondientes al área amplia y al área local ocupando un total de 9 periodos con una longitud de 512 cada uno y donde uno de los periodos corresponde con el prefijo cíclico.
A continuación se muestra el esquema de generación del canal de datos:

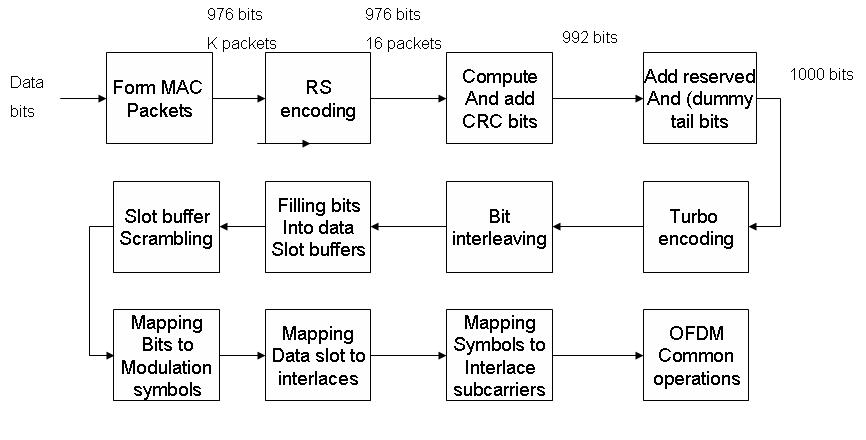
Generación de datos.

## Estandarización
Al tratarse de una tecnología de una empresa privada no se puede considerar como un estándar en televisión móvil. Sin embargo, la TIA (Telecommunications Industry Association) tiene reconocidos varios estandards relacionados con la tecnología FLO para, de este modo, dar apoyo a esta tecnología respecto a las tecnologías competidoras para establecer un estándar en los Estados Unidos. La TIA tiene reconocidos los siguientes:
- TIA-1099: FLO Air Interface
- TIA-1102: FLO Minimum Performance Specification for Devices
- TIA-1103: FLO Minimum Performance Specification for Transmitters
- TIA-1104: FLO Test Application Protocols
- TIA-1120: FLO Transport Specification
- TIA-1130: FLO Media Adaptation Layer Specification
- TIA-1132: FLO Repeater Minimum Performance Specification
- TIA-1146: FLO Open Conditional Access (OpenCA) Specification

La ATSC el 21 de mayo de 2007 convocó una petición de propuestas para establecer las especificaciones para el nuevo estándar de televisión móvil A/153 (ATSC-Mobile&Handheld). El 22 de junio de 2007 la ATSC hizo públicas las empresas de las que recibió propuestas y entre ellas aparecía la empresa Qualcomm con su tecnología FLO. Pero según un comunicado realizado por la ATSC el día 1 de diciembre, donde muestra alguna de las características que tendrá el nuevo estándar, no parece que la tecnología de la compañía Qualcomm haya sido la elegida de entre las propuestas realizadas.

## Tecnología FLO vs. otras tecnologías
En este apartado se presentan diversas tablas con comparaciones entre la tecnología FLO y el resto de tecnologías competidoras.
| Formato | Descripción |
| ------- | --- |
| ISDB-T  | Origen: Tecnología de paquete de datos DTV (Japón) Modulación/Codificación: OFDM, convolucional, Reed-Solomon                     |
| T-DMB   | Origen: Derivativo del DAB europeo, modificado para multimedia (Corea) Modulación/Codificación: OFDM, convolucional, Reed-Solomon |
| S-DMB   | Origen: Formato propietario, principalmente de Toshiba (Japón) Modulación/Codificación: CDM, convolucional, Reed-Solomon          |
| DVB-H   | Origen: Derivado de DVB-T (Europa) Modulación/Codificación: OFDM, convolucional, Reed-Solomon                                     |
| FLO     | Origen: Tecnología de paquete de datos QUALCOMM (EE.UU) Modulación/Codificación: OFDM, turbo, Reed-Solomon                        |

| Formato | Diversidad en Frecuencia | Diversidad en Tiempo | Ganancia Multiplexor Estadístico | Reducción de energía por Dominio Tiempo | Reducción de energía Dominio de Código o Frecuencia | Rendimiento Relativo a FLO a 1 bps/Hz |
| ------- | ------------------------ | -------------------- | -------------------------------- | --------------------------------------- | --------------------------------------------------- | ------------------------------------- |
| ISDB-T  | Deficiente 430 kHz       | 0,5 s                | Ninguna                          | No                                      | Sí                                                  | -3 a -4 dB                            |
| T-DMB   | Aceptable 1,5 MHz        | <<0,25 s             | Deficiente                       | No                                      | No                                                  | -3 a -5 dB                            |
| S-DMB   | Excelente 25 MHz         | 3,5 s                | Buena                            | No                                      | Sí                                                  | N/A                                   |
| DVB-H   | Bueno 5-8Mhz             | ~0,25 s              | Ninguna                          | Sí                                      | No                                                  | -3 a -4 dB                            |
| FLO     | Bueno 5-8 MHz            | ~0,75                | Buena                            | Sí                                      | Sí                                                  | 0 dB                                  |

| Formato | Tiempo Promedio de cambio de canal | tiempo de vídeo con batería                   | QOS por canal | Descarga de archivo                                                                                     | Área local y amplia en canal RF único |
| ------- | ---------------------------------- | --------------------------------------------- | ------------- | --- | ------------------------------------- |
| ISDB-T  | ~1,5 s                             | Desconocido                                   | Sí            | No | No                                    |
| T-DMB   | ~1,5 s                             | ~2 h                                          | Posiblemente  | Posiblemente                                                                                            | No                                    |
| S-DMB   | ~5,0 s                             | ~1,2 h                                        | No            | No | No                                    |
| DVB-H   | ~5,0 s                             | Objetivo ~4 h Demo ~2 h con 1600 mAhr batería | No            | Posiblemente                                                                                            | No                                    |
| FLO     | 1,5 s                              | Objetivo ~3,8 horas (a 360 Kbps)              | Sí            | Sí + solución Clip Casting Integrada con gestión de memoria, acceso condicional y modelo de suscripción | Sí                                    |